# Valle-d'Orezza
Valle-d'Orezza é uma comuna francesa na região administrativa de Córsega, no departamento da Alta Córsega. Estende-se por uma área de 3,93 km². 